# 徐沛铁路
徐沛铁路，位于江苏省徐州市沛县。由大屯煤电集团建设、运营的地方铁路。承担大屯煤电和徐州矿务局的煤炭外运，同时兼运地方物资。

## 线路
南起陇海线接轨，经过铜山、沛县，北至大屯煤电集团各煤矿、洗煤厂，线路铺轨全长181.3km，其中正线72.46km，矿区正线43.056km，站线66.359km。建有14条企业专用线。年货运量1187万吨。机、车、工、电、辆门类齐全。
客运列车有7161/7162，7163/7164次，运行80千米，一个半小时，年客运量近50万人次。2012年7月18日徐沛客运列车停运。
规划中的徐菏铁路，利用沛县站至徐州站的既有铁路，在沛县站向西出岔新建丰沛铁路。

## 历史
1970年10月9日，国务院批准了上海市获得沛县北部煤田的开采权。为此，上海市投资建设了煤田配套铁路——徐沛线。项目业主为大屯煤矿工程指挥部。1970年11月21日动工，1971年1月完成路基土方工程。1972年5月18日，徐沛正线连同杨屯专用线（通往大屯电厂）全线铺通。当时正线全长65.22公里，6条专用线总长29.6公里，总投资3.906亿元。
1978年8月12日，徐沛线和矿区内部铁路专用线确定为企业自营管理，与济南铁路局徐州铁路分局脱钩。